# 盟約的利維坦
《盟約的利維坦》是丈月城撰寫，仁村有志繪製封面與插畫的一部日本輕小說，由Media Factory作為MF文庫J出版。中文翻譯版由尖端出版代理，譯者黃健育、羅愷旻。于2016年完结，全册八卷。
漫畫版於《月刊Comic Alive》2013年12月号開始連載，由舘津テト作畫。

## 登場角色

### 主要人物
春賀晴臣（Haruga Haruomi）
隸屬於研究機關《S.A.U.R.U》的十五歲少年，就讀於私立胡月學園高中部1年F班，於十二歲時喪失父親。老家位於墨田區中，有著悶聲色狼的特質，個性十分精明，但卻總是在奇怪的時候很不走運。目標是在三十五歲前自由自在地埋首于興趣之中，什麽工作也不做。在某個安靜的小鎮隱居。繼承父親的家業，如同世界知名的考古學家兼盜墓人一樣，跑遍世界各地搜集被稱爲『陪葬品』的古董。
火之迦具土（Hinokagutsuchi）
自稱惡魔的幽靈，穿著绯紅色的和服，光潤的黑髮上繫著绯紅色大緞帶的少女。在『魔女之館』的書庫巧遇晴臣，對其父親的遺物感興趣。一時興起用看到龍而恐慌症發作的詛咒，來測試晴臣是否仍具備了到死為止都還掙扎著求生的器量，並繼承那個遺物的資格。偶爾愛逗弄別人，灌輸壞點子，以讓人東奔西跑爲樂。明明自詡爲努力家，甚至還知道西洋棋爲何物，卻自稱不懂得甚麼何謂性騷擾。喜好被美少女侍奉，有著悶聲色狼的晴臣都驚嘆不已的艷史。目前附身在晴臣的身邊。
愛莎（Asya）
全名為愛娜斯塔西亞·魯班什維利，通稱為愛莎，出身於格魯吉亞，和晴臣為青梅竹馬，喜歡晴臣。為歐洲屈指可數的魔女，也是位美食家，原歐洲的擊墜王。經歷無數戰爭的夥伴利維坦已是將死之身，新生後已經康復。於第二卷起進入私立胡月學園就讀。喜歡油炸麵包皮酥脆的口感，有著野獸般暴飲暴食也不會發福，並容易肚餓的體質，因此妖精般夢幻美貌的第一印象往往在開始往來後化成泡影。目前接受UFO研究會的M部長的女子力特訓，不過前景連M部長都感到絕望。是第五級的特級魔女，夥伴利維坦為「蒼之盧薩卡」。
十條地織姬（Jūjōji Orihime）
就讀於私立胡月學園高中部1年F班。原本是做為魔女候補的大小姐，對晴臣有好感。對人友善，身材出眾（目測 F CUP），是胡月學園高中部的學園偶像，但本人對此毫無自覺。第一卷中藉由火之迦具土和晴臣的幫助，找回遊蕩在世間夥伴利維坦之影並且以古代的方式完成盟約儀式而成為魔女。被周圍的同學當成與晴臣為情侶關係，令愛莎相當苦惱。雖然為新生的魔女卻擁有第三級的能力，夥伴利維坦為「惡路王」。
白坂羽純（Shirasaka Hazumi）
就讀於私立胡月學園國中部，為十條地織姬的表妹。如同天使一般的少女，有著與虛弱身體不符的開朗堅強和好奇心。在織姬未與利維坦結盟前，主要由她獨力守護東京新都，不被允許離開東京，連修學旅行也去不成。而且召喚過利維坦後往往會發燒臥床不起，使織姬相當憂心，但利維坦新生後情況大為改善。對經常跑遍世界各地的晴臣非常感興趣，稱呼晴臣為「前輩」並期望成為其助手，可愛又很聽話的她，就連避免人際關係的晴臣都決定全力驕縱。並非操縱利維坦去戰鬥，而是獻上真摯去祈求幫助，在魔女來說相當罕見。是第二級的魔女，夥伴利維坦為「水無月」。
露娜·弗朗索瓦·格雷戈裏
是環太平洋地區最高位的魔女，創立《S.A.U.R.U》的成員之一的‘瑪斯塔·格雷戈裏’的愛女。《S.A.U.R.U》關東支局·支局長代理，對《S.A.U.R.U》的政策有著強大的影響力。被愛莎形容為是個腹黑的謀略家。環太平洋的擊墜王。面對無數異性的追求也是擊墜王，身材也同樣出眾（目測 G CUP）。對晴臣的能力有興趣，有著與晴臣相似灰色地帶的處事想法。稱呼晴臣為「哈利」。是第五級的特級魔女，夥伴利維坦為「南善魔女 格林達」。
索福克勒斯
誕生龍王的遊戲‘王之道’的調整者，被稱作舉世無雙的魔術師，而且也是侍奉遠古衆神，獲得永恒生命的不死的祭司。
柊友加里
隸屬於研究機關《S.A.U.R.U》的術務顧問，其後升職至關東局長。
見城玄也
隸屬於研究機關《S.A.U.R.U》職員。

### 利維坦
蒼之盧薩卡
盟約者：愛娜斯塔西亞·魯班什維利（愛莎）
型態：翼龍型
隸屬：《S.A.U.R.U》
角狀部位：額頭的觸角
擬似神格：《水》與《月》的雙重屬性
惡路王
盟約者：十條地織姬
型態：四足型
隸屬：東京新都
角狀部位：九條尾巴
擬似神格：《火》屬性
水無月
盟約者：白坂羽純
型態：龍蛇型
隸屬：東京新都
角狀部位：右手的四只爪子（新生後變成寶珠，成為少數沒有角的利維坦，僞物之女神）
擬似神格：《風》屬性
南善魔女 格林達
盟約者：露娜·弗朗索瓦·格雷戈裏
型態：獅子型
隸屬：《S.A.U.R.U.》
角狀部位：龍的頭和黑山羊的頭
擬似神格：《幻影》和《重力》的雙重屬性

### 龍族
火之迦具土（Hinokagutsuchi）
自稱惡魔的龍王幽靈，昔日被龍族稱為紅蓮的女王，原本《弓之秘文字》南天之弓星的擁有者。赤色巨龍胸部的骨骼，彷如黃金制的铠甲，生長于頭部像王冠的九個角也是黃金色。約800年前接受《箭之秘文字》的擁有者雪風公主的挑戰，戰前早已負了重傷的女王最後敗北。從天而降心金被人當成火神的碎片供奉，童顔姿態的女王幽靈也被當成火神火之迦具土。喜好被美少女侍奉，曾在東海地區火之女神的神社中被數百個巫女、女官崇敬地侍奉過。找尋自己的心金時巧遇與晴臣，並在被上位種蘇司襲擊的絕境中給予晴臣屠龍之弓。於第三卷在雪風公主來襲時，認同晴臣有著與自己相似的氣量，與晴臣結為盟友。目前給予晴臣屠龍之弓的意圖未明。
魔導之杖是黃金造的長弓，必滅之法是『吾，以射陽之神弓穿破天際，滅殺日輪』。
雪風公主
被稱為最年幼的龍王，與《弓》成對《箭之秘文字》天狼之箭的擁有者。白色巨龍身形纖細，胸部和肩膀的表皮化作成外骨骼，彷如是青水晶打造的铠甲。弓與箭在弑龍的秘文字裏面是相互成對的特殊文字，所以視紅蓮的女王為對手。非純正的龍王的她，不太會以人類的樣貌爲恥。和火之迦具土一樣與人類相當有緣，曾經到過江戶時期或是戰國時代的日本旅行，並學習過茶道。無論何時都喜歡贏，非常好戰，冒險、挑戰、鬥爭之類的東西都是喜好之物，喜歡與強者交戰得到勝利，並將強大的對手收為眷屬。對晴臣的智慧和武勇表示歡喜，將這位新的弓之擁有者的視為「玩伴」。目前是占領東京的新主人，因為東京是被底層龍族所畏懼的龍王所控制的領地，Dragon Strike目前幾乎完全沒有發生過，某些情況下東京可說是比之前更為和平。
魔導之杖是沖浪板型的杖，必滅之法是『吾，得以雷火之靈驗自天而降，化作利箭擊穿大地』。
春賀晴臣（Haruga Haruomi）
被稱為僭主、虛偽的支配者的人類，非純正的龍族（？），現任《弓之秘文字》南天之弓星的繼承者。在父親晚年時經常感慨萬千地注視著的遺物『發條裝置的魔術師（Clockwork·Magi）』中，發現藏在其中燧星的碎片，將其中的火焰注入火之迦具土所給予屠龍之弓使其復蘇並加以使用。被具備智慧的龍族發狂的憤怒及妒忌，不斷受到想搶奪屠龍之弓從而成為龍王的高等種襲擊，甚至被迫與喜好爭鬥的其他僭主和龍王戰鬥。以屠龍之秘文字的力量分給同盟的魔女和利維坦，自己從旁援助的方式來戰鬥。融合自己的心臟和火之迦具土破損的心金，從而得到龍族的心臟和女王的遺骸，並裝備於利維坦以強化戰力，升格為龍王的偽物，被加拉德稱為選帝之秘儀（選帝侯是指在具有選王之特權和權勢的諸侯）。相信世上無難事，用氣勢可打破一切難關。於第三卷右手手腕處開始出現的變化，右手如同是被塗上一層玻璃膜一樣的狀態，可能是龍化的徵兆。於第四卷前往火之迦具土昔日的眷屬巨型的烏龜「龍宮樓」，成功尋獲被火之迦具土所保存弑龍文字《刀之秘文字》雙刀十字星。於第五卷承繼所羅門的遺產《指輪之秘文字》和門下七十二頭利維坦的靈體帶有的魔力。但是先前的懷疑成真，所羅門的真正目的是將自己成爲生祭，把肉體·精神·秘文字·女王全部都搶奪過來，然後直接在現世複活。最後在眾人的協助下，以辟邪的《刀》將《指輪》鎮壓住，並與紅之漢尼拔打成平局。
魔導之杖是黃金線條裝飾的左輪手槍，必滅之法是三十子彈連發、『吾，以射陽之神弓穿破天際，滅殺日輪』、『吾，奉呈于辟邪之雙刀，向罪惡的邪龍降下熾天之制裁』、『吾，奏響暴亂星之音，甚大蠱惑人心』。
紅之漢尼拔
被龍族稱為紅之炎帝的龍王，《槍之秘文字》閃爍的槍之北星的擁有者，是龍族的盟主之一，非純正的龍族。龍鱗與翅膀的顔色是鮮豔的深紅色，胸口一帶的鱗片形成狀似甲胄的外骨骼。喜歡撐排場，經常將身軀倍增達數公裏來偉岸英姿，就像小孩子的惡作劇一般。與黑之雷帝和海王並列的霸者，在超過百億個戰場上常保最強地位的大英雄，一旦開始戰鬥就會不自覺地贏得勝利。從勝利這種平庸的結果中已經感受不到任何魅力，豁達認為不能享受敗北之趣就不算是真正的戰士，但一生中幾乎從未輸過。代表眾龍向人類宣告「龍族回歸」，影片在網上至今仍被廣為人傳。被人類取了紅之漢尼拔（曾只率領一支軍隊就蹂躏燒盡了整個大帝國，最後夢想破滅地敗北的名武將）的別名，向同胞炫耀了一番，儘管身處龍王的高位，卻是個積極想要與下界人類接觸。經常愛去咖啡店裏一邊看報紙，一邊食愛思巴蘇、半熟煎雞蛋和全粒粉吐司面包。因為旗下舊曼哈頓租借地版圖，作為魔境已成爛熟之域，索福克勒斯進言于其他租借地另立據點。想以民主主義遊戲成爲紐約州知事的後補，與三百頭火蜥蜴精靈‘火之軍勢’單方面的虐殺上千頭拉普托爾來做參選演說。最後與晴臣打成平局。
魔導之杖是暗沈鋼鐵色的長槍，必滅之法是《突擊的狼煙》『吾之槍啊，寄宿北星之力，迅猛突進』。
帕維爾·加拉德
被稱為僭主龍族，現任《劍之秘文字》蒼天之禦劍的繼承者。擁有金屬銀的龍鱗，沐浴在陽光之中，鱗片會閃爍著銀色的光輝。與晴臣同樣是新手的僭主，對于屠龍之力的使用方法也還在學習當中。熱血男兒的性格，喜好與強者交戰，最喜歡是堂堂正正地正面決勝負。曾向雪風公主挑戰，但最後還是敗北。精通金魔術、火焰、雷電系的攻擊魔術，以血統純正為慠。佔領日本作為它達成霸道的第一步，一開始對還未了解屠龍之力的晴臣很失望，但對終於能平等對決的晴臣的決戰感到雀躍。最終被織姬和晴臣合力使出的射陽之神弓所打敗。其後在雪風公主來襲的時候，見到晴臣選帝之秘儀的威力，認為被拉開差距的它決心變強並暫時放棄占領東京。
魔導之杖是厚長的雙刃劍，必滅之法是『吾，呼喚雷神之刃，急從劍鞘解放』、『蒼天啊，給吾之刃授與劍神的寵愛吧』。
所羅門
是史上第一個被稱為僭主、虛偽的支配者的人類，原本《指輪之秘文字》的擁有者。人類使用將利維坦誕生的術式，正是其仿效了數千年前的龍族秘法所編制的秘儀，手下有七十二古代利維坦使徒。還是人類的時候就擁有比晴臣更強的能力。現今知道所羅門事迹的人也很少，當時被爲數不少的魔導師和巫女仰慕。想以《指輪之秘文字》『汝，將成爲所羅門的繼承者，成爲生祭』把晴臣的肉體·精神·秘文字·女王全部搶奪過來，然後直接在現世複活。
魔導之杖未明，必滅之法是『吾，奏響暴亂星之音，甚大蠱惑人心』。
灰色卿
昔日被龍族稱為灰色卿的原龍王，《巳之秘文字》天牢之鎖的擁有者。擁有灰色的龍鱗，帶有陰陽怪氣的聲線，體格上比起至今爲止遇到過的上位種都要纖細，但完全不會給人孱弱的印象，反給人感覺如同銳利的刀片一般。曾經跨越長達數百年之久的流浪和戰鬥之後回歸的猛者，而所付出的的代價是他的全身，甚至心金都受到慘烈的傷勢，於失去城主火之迦具土的「龍宮樓」沈睡休眠，爲了等待新的戰爭帷幕拉開。若幹歲月流逝，意外地被尋找《刀之秘文字》的晴臣等人喚醒，從而引發新的騷亂。《巳之秘文字》可用于束縛、封印、防禦等等的變化種類的弑龍之力。將弑龍之鎖宛如護手和綁腿纏繞在手腳，與《拳經神力》的秘文字一起使用，並運用行雲流水般剛烈的格鬥技，迫使晴臣等人處於下風。雖然機動力和攻擊力可以恢複到接近生前的數值，但畢竟是將死之身，耐打程度顯然弱小得多，最後被晴臣等人以《弓之秘文字》與《刀之秘文字》所打敗。
魔導之杖是長長的鐵鎖鏈，必滅之法是『天牢之鎖啊，描繪圓環，顯以星雲之砦』、『護法之星辰啊，迅速對吾賜予庇護吧』、『身爲天牢之獄使的處刑者之鎖啊，完成第一任務』、『身爲天牢之獄使的處刑者之鎖啊，完成第二任務』。

## 用語
紅之漢尼拔
自稱為龍族代表的巨大紅龍。人類為他取了漢尼拔的稱號。
環太平洋防衛機構
相關各國為了保衛環太平洋地區而設的軍事協定，通稱TPDO。
舊東京租借地
日本的龍族租借地。過去的首都東京的中樞地帶。
警視廳都市救助部隊
機動隊中專司都市災害對策及救援活動的特殊部隊。
胡月學園
阿春與織姬就讀的私立學園，由《S.A.U.R.U》出資設立。
普通人
不具魔力的平凡人。非魔女者的總稱。
《S.A.U.R.U》
為了對抗龍族而復興魔術這個形而上的知識體系，並且致力於推廣至全世界的研究機關。
術務顧問
各地負責培育、管理、監督魔女及利維坦的《S.A.U.R.U》幹部。
魔女
與利維坦締結盟約後產生魔力的少女。第五階段的『特級』魔女全球僅有八名。
盟約儀式
讓魔女候補者得到夥伴利維坦的儀式。
利維坦
古代的煉金術師參照女神之影所打造的偽龍，被龍族稱為偽物。
燧星
將火焰灌進霸者的秘文字，從而得到屠龍的權威，是龍族上天下海遊歷宇宙去尋覓的寶物。
屠龍的秘文字
顯現屠龍的權威的魯魯克‧松溫之秘文字，以屹立于星海的彼方的群星爲目標去尋覓的寶物，是踏入龍王的階梯的必要條件。
不朽的加護
以不滅之刻印，展示出屠龍的秘文字不朽之神性（最強防護）。
必滅之法
巨大的威力，效果顯著的殲滅咒法，屠龍的秘文字的必滅技。
僭主（Tyrnnos）
以龍王為目標，屠龍的秘文字的擁有者。
楔（Monolith）
黑色的巨柱，以屠龍的刻印，宣示土地所有權。
上位種 艾庫亞斯
在龍族中體型尤其龐大，且具備知性，能夠理解語言，甚至還能夠驅使魔術及魯魯克‧松溫之秘文字。
小型種 拉普多爾
龍族小型種，不具備知性，多被高等種召喚來驅使，被高等種稱為羽蜥蜴。
魔導之杖
龍族高等種使用的道具。可以用來幫助控制魔力，也可以做為武器使用。
陪葬品
盟約儀式完成後，那將成爲利維坦的核——『心金』，專業術語中稱做『擬似神體用咒具』。
發條裝置的魔術師
《S.A.U.R.U》開發的時鐘型「魔杖」。連普通人都能夠獲賜並且使用魔力。
東京新都
過去東京都的東部及埼玉東南部重新開發過後的經濟特區。
龍族回歸
二十多年前龍族突然自未知的深海回歸地面的大事件。
Dragon strike
飢腸轆轆的龍族瘋狂隨機襲擊地面的事件。

## 出版書籍

### 輕小說
| 集數 | Media Factory  | Media Factory          | 尖端出版      | 尖端出版               | 封面角色         |
| 集數 | 發售日期       | ISBN                   | 發售日期      | ISBN                   | 封面角色         |
| ---- | -------------- | ---------------------- | ------------- | ---------------------- | ---------------- |
| Ⅰ    | 2012年11月22日 | ISBN 978-4-8401-4879-5 | 2013年7月10日 | ISBN 978-957-10-5302-8 | 愛莎             |
| Ⅱ    | 2013年3月25日  | ISBN 978-4-8401-5135-1 | 2013年9月18日 | ISBN 978-957-10-5349-3 | 十條地織姬       |
| Ⅲ    | 2013年7月25日  | ISBN 978-4-8401-5254-9 | 2014年2月5日  | ISBN 978-957-10-5477-3 | 雪風             |
| Ⅳ    | 2014年1月24日  | ISBN 978-4-04-066215-2 | 2014年8月7日  | ISBN 978-957-10-5662-3 | 露娜             |
| Ⅴ    | 2014年6月25日  | ISBN 978-4-04-066784-3 | 2015年2月11日 | ISBN 978-957-10-5856-6 | 火之迦具土       |
| Ⅵ    | 2015年1月23日  | ISBN 978-4-04-067346-2 | 2016年2月16日 | ISBN 978-957-10-6377-5 | 白坂羽纯         |
| Ⅶ    | 2015年12月25日 | ISBN 978-4-04-067941-9 | 2016年7月7日  | ISBN 978-957-10-6701-8 | 雪風             |
| Ⅷ    | 2016年12月23日 | ISBN 978-4-04-068420-8 | 2017年7月13日 | ISBN 978-957-10-7528-0 | 十條地織姬、愛莎 |

### 漫畫
| 冊數 | Media Factory | Media Factory          | 尖端出版       | 尖端出版                                                |
| 冊數 | 初版發售日期  | ISBN                   | 初版發售日期   | ISBN/EAN                                                |
| ---- | ------------- | ---------------------- | -------------- | ------------------------------------------------------- |
| 1    | 2014年2月22日 | ISBN 978-4-04-066278-7 | 2014年8月7日   | EAN 4717702262167（通常版） EAN 4717702262525（特裝版） |
| 2    | 2014年7月23日 | ISBN 978-4-04-066816-1 | 2014年11月7日  | EAN 4717702263775                                       |
| 3    | 2015年2月23日 | ISBN 978-4-04-067257-1 | 2015年11月18日 | ISBN 978-9571062655                                     |

## 備註
1. ↑  . 巴哈姆特電玩資訊站. 2013年7月3日  [2013-10-01]. （原始内容存档于2018-12-23） （中文（繁體））.
2. ↑  . Media Factory. 2013年8月27日  [2013-10-01]. （原始内容存档于2013-10-12） （日语）.

## 外部連結
- （日語）MF文庫J『盟約的利維坦』官網 （页面存档备份，存于）